# Fàbrica Sallarés Deu
La Fàbrica Sallarés Deu és una obra de Sabadell (Vallès Occidental) inclosa a l'Inventari del Patrimoni Arquitectònic de Catalunya.

## Descripció
Fàbrica amb estructura de vapor, formada per quatre naus d'uns 12 metres d'ample per uns 50 metres de llarg, separades pels típics patis de drapaires i cobertes amb teulada a doble vessant. El material emprat és l'obra vista i a les façanes, aquest fa un frontó entre la cornisa i els ràfecs de la coberta. El conjunt ocupa tota una illa a l'eixampla de Gràcia.